# Anna Zinkeisen
Anna Katrina Zinkeisen (Kilcreggan, 29 de agosto de 1901–Londres, 23 de septiembre de 1976) fue una pintora y artista escocesa.

## Biografía

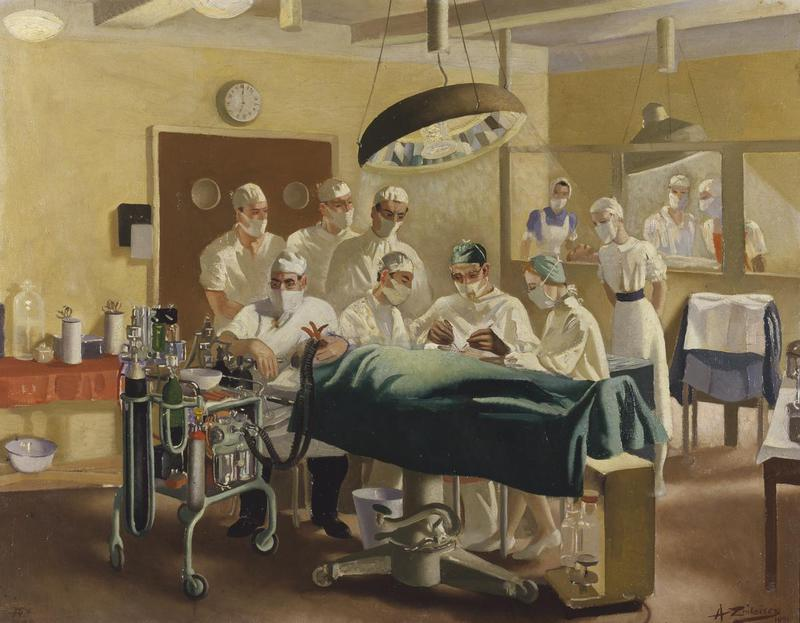
Archibald McIndoe, especialista en cirugía plástica de la Real Fuerza Aérea británica, operando en el Centro Reina Victoria de Cirugía plástica y lesiones de mandíbula, en East Grinstead, obra de Anna Zinkeisen, 1944

Zinkeisen nació en Kilcreggan, hija de Clara Bolton-Charles y Victor Zinkeisen, un comerciante de madera. La familia se trasladó a Middlesex en 1909. Anna y su hermana Doris recibieron clases particulares en su casa antes de comenzar a asistir a la Academia de Arte de Harrow (hoy Universidad de Westminster) donde obtuvieron sendas becas para acceder a la Royal Academy of Arts. Anna estudió escultura en la Roya Academy entre 1916 y 1921, ganando las medallas de plata y bronce, y mostrando sus obras por primera vez en la misma Royal Academy en 1919. Fue contratada por la compañía Wedgwood para realizar varias placas y, a pesar de que estos diseños fueron premiados con una medalla de plata en la Exposición de Artes Decorativas de París en 1925, Zinkeisen decidió especializarse en la pintura de retratos y murales.
En 1935, Anna y Doris Zinkeisen recibieron un encargo del astillero John Brown and Company, ubicado en Clydebank, para pintar murales en el transatlántico RMS Queen Mary. Su trabajo todavía puede contemplarse en la Terraza Grill room del barco, que ahora se encuentra amarrado permanentemente en Long Beach, California. En esa misma época, Anna también trabajó en una serie de ilustraciones para libros y portadas de revistas, así como en el diseño de carteles, tales como Merry-go-round y Motor Cyle y Cycle Show, Olympia 5-10 de noviembre de 1935 para el Transporte de Londres (London Transport). En 1940 ambas hermanas también participaron en los murales del transatlántico RMS Queen Elizabeth.
Durante la Segunda Guerra Mundial, Anna Zinkeisen trabajó como artista médico y auxiliar de Enfermería en la Orden de San Juan en el  Hospital de St Mary's, en Paddington. Al terminar su jornada como enfermera de heridos de guerra, Zinkeisen usaba un quirófano vacío como estudio para trabajar en sus pinturas. Durante tal conflicto pintó escenas ambientadas en el hospital y representaciones de víctimas de los ataques aéreos. También realizó dibujos de heridas de guerra para el Real Colegio de Cirujanos. Tanto su autorretrato como la pintura del cirujano plástico Archibald McIndoe se encuentran expuestos en la National Portrait Gallery de Londres. Entre otros, más adelante también posarían para sus retratos personajes como el  el príncipe Felipe de Edimburgo, Alexander Fleming y Lord Beaverbrook. Hacia el final de la guerra, el metro de Londres encargó a Zinkeisen que pintara un cartel anticipando el fin del conflicto. Su diseño mostraba a una mujer llevando a una familia lejos de la guerra hacia unos campos iluminados por la luz del sol sobre una cita de Winston Churchill.
En 1944, Anna y Doris Zinkeisen recibieron el encargo de United Steel Companies (USC) para realizar doce pinturas que fueron posteriormente reproducidas en papel en Gran Bretaña, Canadá, Australia y Sudáfrica. Las imágenes fueron posteriormente recopiladas en un libro, This Present Age, publicado en 1946.
Anna Zinkeisen también pintó un mural (c. 1967), que muestra a las aves del paraíso, en memoria de su esposo, el Coronel Guy Heseltine en la Iglesia de St Botolph, en Burgh, Suffolk.